# Strażnica KOP „Jelno”

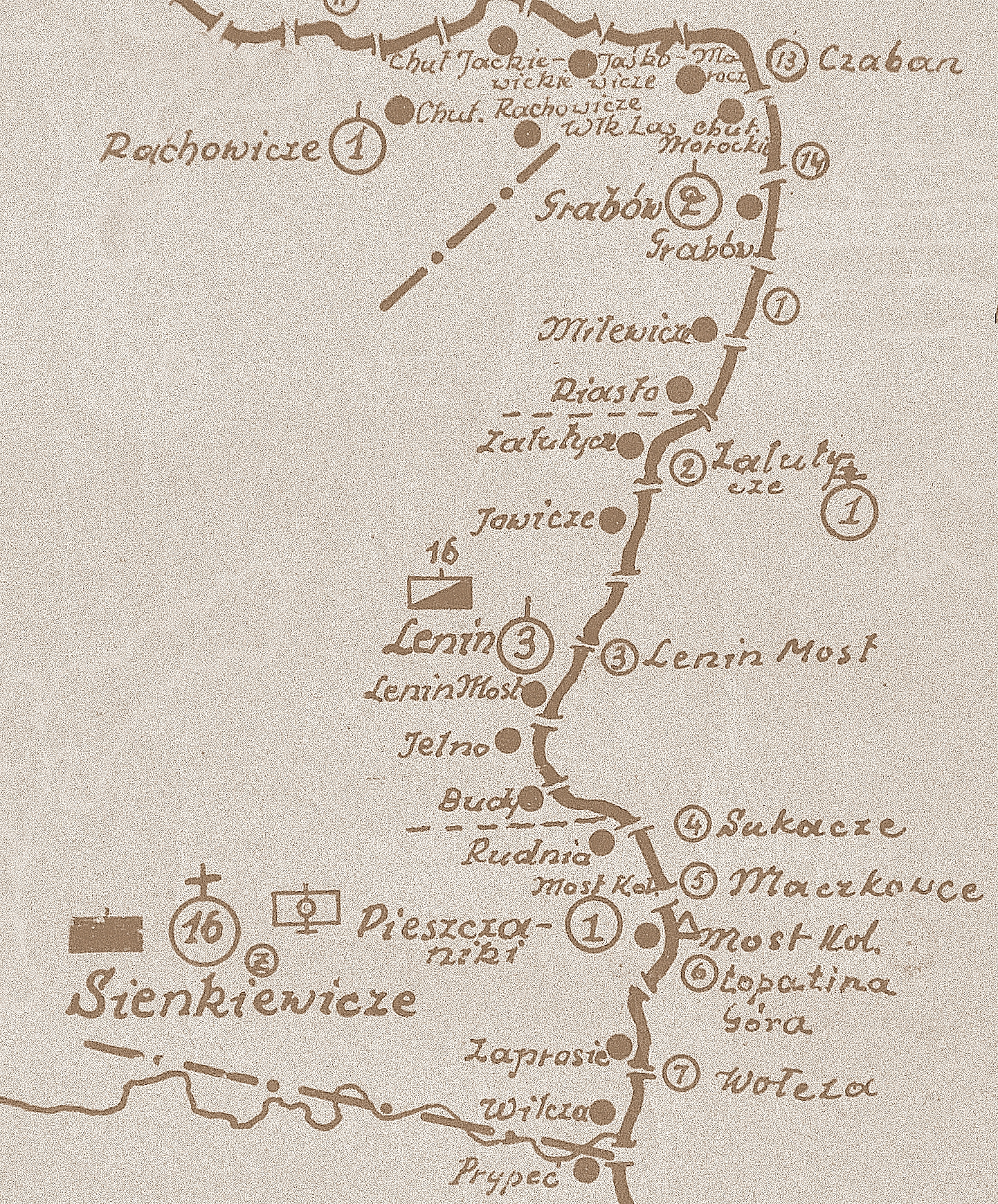
Rozmieszczenie batalionu KOP „Sienkiewicze” w 1931

Strażnica KOP „Jelno” – zasadnicza jednostka organizacyjna Korpusu Ochrony Pogranicza pełniąca służbę ochronną na granicy polsko-sowieckiej.

## Formowanie i zmiany organizacyjne
W 1925 w składzie 5 Brygady Ochrony Pogranicza, został sformowany 16 batalion graniczny. W 1928 w skład batalionu wchodziło 16 strażnic. Strażnica KOP „Jelno” w latach 1928–1934 znajdowała się w strukturze 3 kompanii KOP ”Lenin” . W komunikacie dyslokacyjnym z 1938 nie występuje. Strażnica liczyła około 18 żołnierzy i rozmieszczona była przy linii granicznej z zadaniem bezpośredniej ochrony granicy państwowej.
W 1932 obsada strażnicy zakwaterowana była w budynku popolicyjnym.

## Służba graniczna
Podstawową jednostką taktyczną Korpusu Ochrony Pogranicza przeznaczoną do pełnienia służby ochronnej był batalion graniczny. Odcinek batalionu dzielił się na pododcinki kompanii, a te z kolei na pododcinki strażnic, które były „zasadniczymi jednostkami pełniącymi służbę ochronną”, w sile półplutonu. Służba ochronna pełniona była systemem zmiennym, polegającym na stałym patrolowaniu strefy nadgranicznej, wystawianiu posterunków alarmowych, obserwacyjnych i kontrolnych stałych, patrolowaniu i organizowaniu zasadzek w miejscach rozpoznanych jako niebezpieczne, kontrolowaniu dokumentów i zatrzymywaniu osób podejrzanych, a także utrzymywaniu ścisłej łączności między oddziałami i władzami administracyjnymi. Strażnice KOP stanowiły pierwszy rzut ugrupowania kordonowego Korpusu Ochrony Pogranicza.
Strażnica KOP „Jelno” w 1932 ochraniała pododcinek granicy państwowej szerokości 6 kilometrów 200 metrów od słupa granicznego nr 1097 do 1103.
Wydarzenia
- W meldunku sytuacyjnym KOP za okres od 1 do 10 października 1928 odnotowano: 30 września o godzinie 18:05, naprzeciw strażnicy Jelno po stronie sowieckiej, oddano około 40 strzałów. Większość z nich upadła po stronie polskiej. Część doleciała do miasteczka Lenin[10].

Sąsiednie strażnice
- strażnica KOP „Lenin Most” ⇔ strażnica KOP „Budy” - 1928[2], 1929[3], 1931[4] , 1932[5], 1934[6]